# Dugu Qieluo
Dugu Qieluo, född 544, död 602, var en kinesisk kejsarinna, gift med Sui Wen.  Hon var det enade Kinas första kejsarinna sedan Cao Jie 220. 

## Biografi
Dugu Qieluo ska ha varit uppriktigt älskad av kejsaren, som lät henne delta i regeringsarbetet som sin rådgivare. Han ska också ha avlagt ett löfte till henne att aldrig skaffa sig några konkubiner, ett löfte han ska ha hållit, något som gjorde honom mycket ovanlig bland Kinas kejsare (Kejsarinnan Zhangs make är ett av de få övriga exemplen). Hon ansvarade för att deras äldste son år 600 ersattes med deras yngre som tronföljare.